# HD 155358 c
HD 155358 c是一顆位於武仙座的太陽系外行星，距離地球約142光年，屬於氣體巨行星，母恆星是 HD 155358。該行星距離母恆星1.224天文單位，軌道週期530.3日，軌道形狀是橢圓形，質量至少是木星的一半。

## 外部連結
- The Extrasolar Planets Encyclopaedia: HD 155358 c （页面存档备份，存于）